# BMW Welt
BMW Welt är en utställningshall och utlevereringscentral för BMW i München.
BMW Welt ligger i direkt anslutning till företagets huvudkontor och BMW Museum, nära Münchens olympiapark.
Byggnaden har ritats av den österrikiska arkitektfirman Coop Himmelb(l)au och uppfördes 2003-2007.

## Fotogalleri

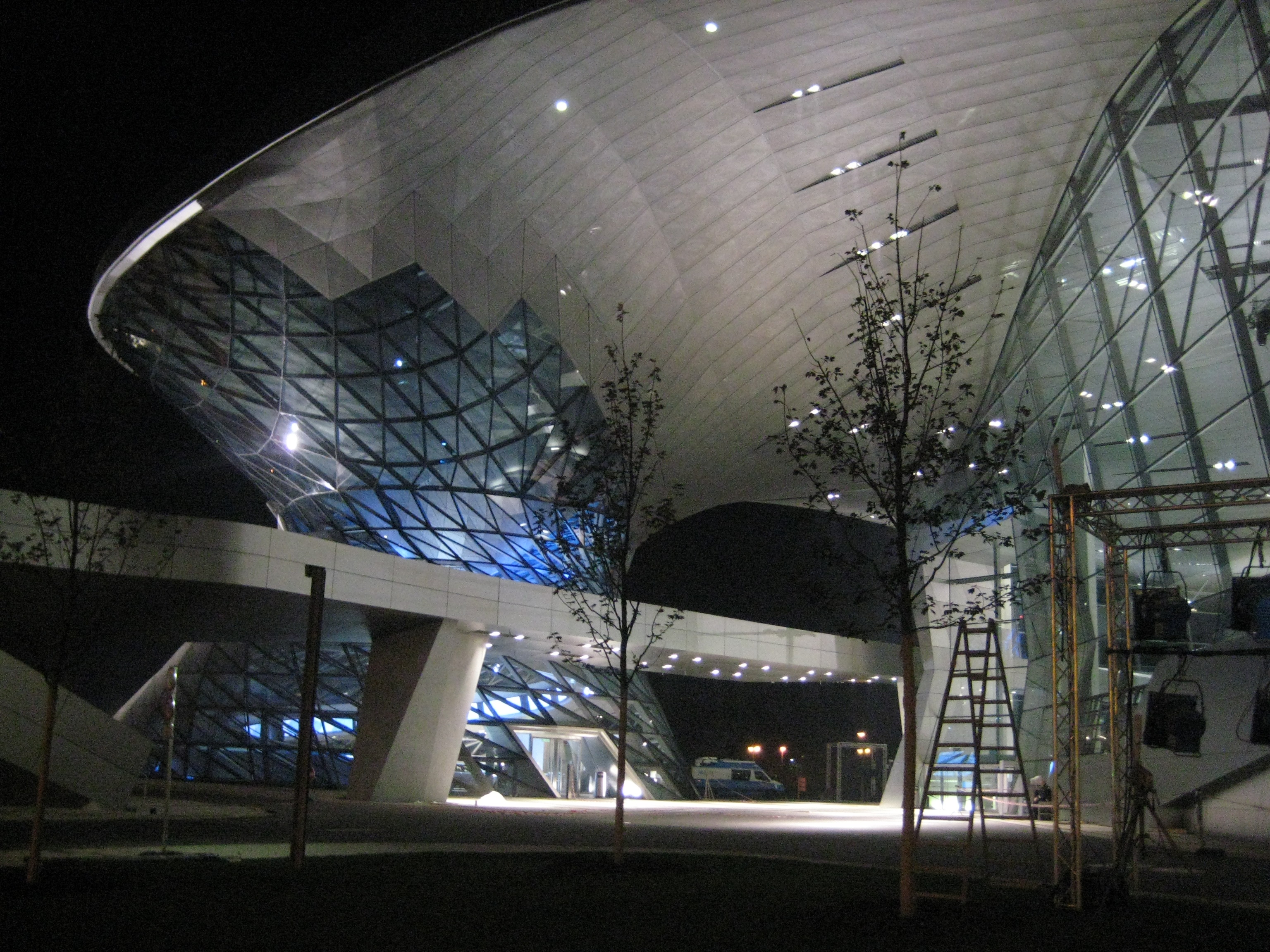
BMW Welt
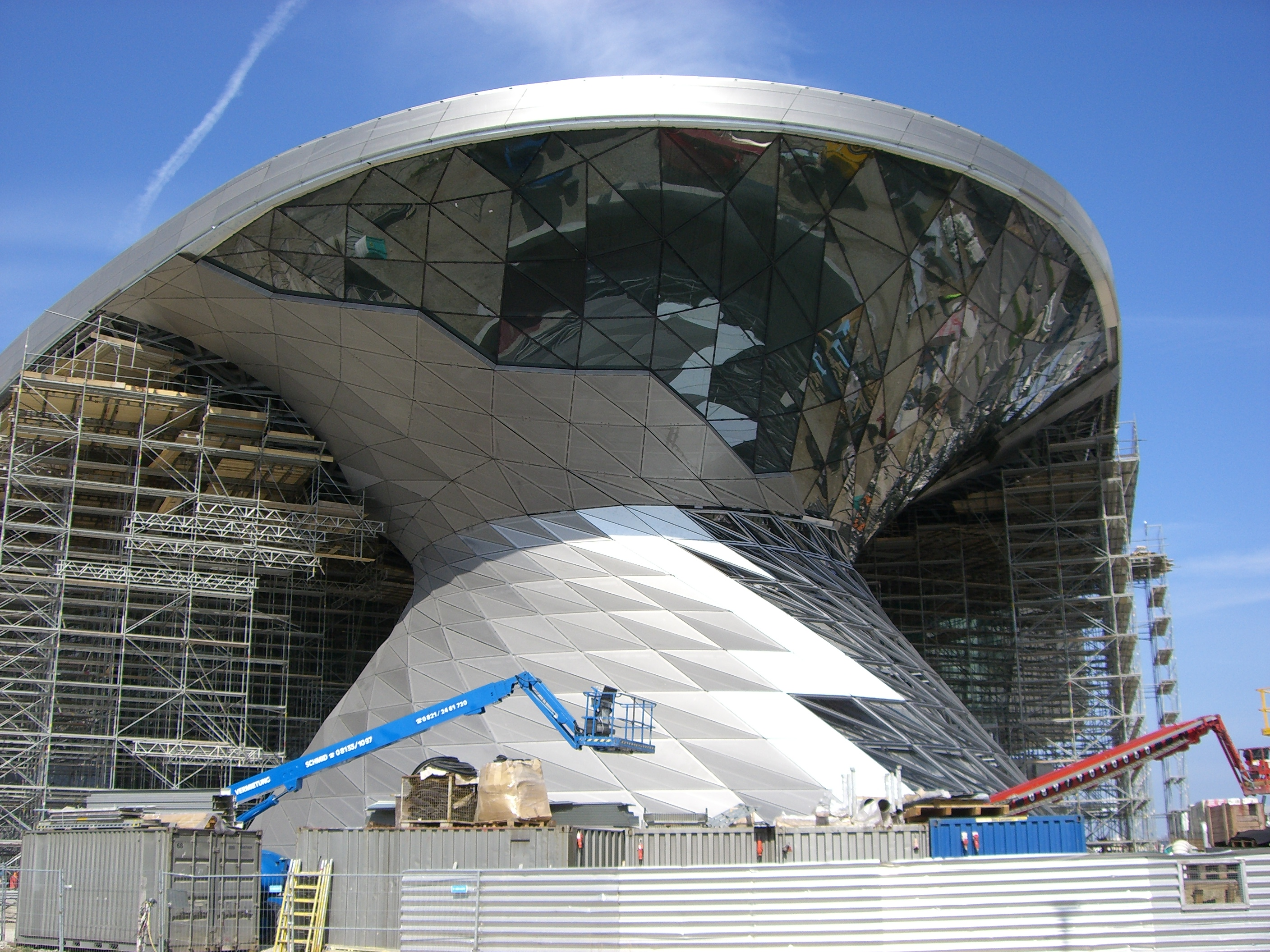